# Reino de Bornu
El reino o imperio de Bornu (1380-1893) fue un estado africano situado en lo que actualmente es el noreste de Nigeria entre 1380 y 1893. El reino de Bornu fue uno de los territorios que constituirían más tarde el imperio de Bornu-Kanem, y cuando esta entidad desapareció el reino de Bornu continuó existiendo durante algunas décadas más tarde.
Como tal el reino de Bornu surgió como la continuación del reino de Kanem fundado siglos antes por la dinastía Sayfawa. Con el tiempo el imperio de Bornu-Kanem basado principalmente en le territorio de Bornu llegó ser mayor que el reino de Kanem, y en su apogeo incluyó partes de lo que actualmente son Chad, Níger y Camerún.
El Imperio Kanem (c. 700-1380) se ubicaba en los actuales países de Chad, Nigeria y Libia. En su apogeo, abarcaba un área que abarcaba no sólo la mayor parte de Chad, sino también partes del sur de Libia (Fezzan) y el este de Níger, el noreste de Nigeria y el norte de Camerún. El Imperio Bornu (1380s-1893) fue un estado en lo que hoy es el noreste de Nigeria, con el tiempo llegó a ser aún más grande que Kanem, incorporando áreas que hoy son partes de Chad, Níger y Camerún.
La historia temprana del imperio se conoce principalmente por la Crónica Real o Girgam, descubierta en 1851 por el viajero alemán Heinrich Barth. Los regímenes sucesores del imperio, en forma de emirato de Borno y emirato de Dikwa, se establecieron alrededor de 1900 y aún existen hoy como estados tradicionales dentro de Nigeria.

## Origen y fundación

### Exilio de Kanem
Tras décadas de conflicto interno, rebeliones y la invasión desde Bulala, la en otro tiempo poderosa dinastía Sayfawa fue expulsada de Kanem y volvió al estilo de vida nómada que había abandonado siglos antes. Hacia 1380, los kanembu finalmente se impusieron a grupos árabes, bereberes y hausas y formaron un nuevo estado estable en Bornu. Con el tiempo, y mediante los matrimonios interétnicos de los kanembu y los bornu se formó una nueva identidad étnica, los kanuri.

### Período inicial
Incluso en Bornu, los problemas de la dinastía Sayfawa continuaron. Durante los primeros tres cuartos de siglo XV, por ejemplo, 15 mais ('reyes') diferentes ocuparon el trono. Pero, alrededor de 1455, el mai Alí Dunamami derrotó a sus rivales y empezó la consolidación de Bornu. Construyó una capital fortificada en Ngazargamu (actualmente en Nigeria), al oeste del lago Chad. Esta fue la primera sede permanente de un mai Sayfawa. Poco después el mai Ali Gaji (1455-1487) fue capaz de derrotar a los bulala y recuperar la ciudad de Njimi, la antigua capital de Kanem. Sin embargo, aún después de recuperar esta ciudad, los líderes de Bornu, permanecieron en Ngazargamu porque sus tierras eran más productivas desde el punto de vista agrícola y más adecuadas para criar ganado.

## Período Kanem-Bornu
Con el control sobre las dos capitales Njimi y Ngazargamu, la dinastía Sayfawa alcanzó la cúspide de su poder. Los dos estados Kanem y Bornu fueron fusionados en una única entidad, aunque la autoridad política siguió asentada en Bornu. El imperio de Bornu-Kanem alcanzó su máxima extensión bajo el mai Idris Alooma (c. 1571-1603).

### Idris Alooma
Idris Alooma es recordado por su habilidad militar, sus reformas administrativas y su piedad religiosa. Sus principales adversarios fueron los estados hausas en el oeste, los tuareg y los Tubu en le norte y los bulala en el este. Sus reformas incluyeron el empleo de cuarteles militares fijos (rodeados de muros), asedios permanentes y su táctica "tierra quemada", donde los soldados quemaban cualquier cosa en su camino. También usó jinetes y caballos con armaduras, así como camellos bereberes, mnarineros kotoko, y mosqueteres provistos de cascos metálicos entrenados por asistentes militares otomanos. Su diplomacia fue muy activa y estableció relaciones con Trípoli, Egipto y el imperio otomano, que envió una legación diplomática de 200 miembros a través del desierot hasta la corte de Alooma en Ngazargamu. Alooma también firmó lo que probablemente fue el primer tratado firmado de alto el fuego de la historia de Chad.
Alooma introdujo un cierto número de reformas legales y administrativas basadas en sus creencias religiosas y la ley islámica (sharia). Patrocinó la construcción de numerosas mezquitas e hizo un peregrinación (hajj) a la Meca, donde negoció el establecimineto de un alojamineto que sería usado por los peregrinos procedentes de su reino. Como otros políticos reformadores, sus logros le llevaron a buscar aliados y asesores leales y competentes. Alooma regularmente buscaba el asesoramiento de un consejo formado por los jefes de los clanes más importantes. Además pedía a las figuras políticas más prominentes que vivieran en la corte, y promovió alianzas políticas mediante matrimonios adecuados. El propio Alooma era hijo de un padre kanuri y una madre bulala.
Kanem-Bornu bajo Alooma era fuerte y rica. Los ingresos del gobierno procedían del tributo (o del botín, si había que conquistar a los pueblos recalcitrantes), de la venta de esclavos y de los aranceles y la participación en el comercio transahariano. A diferencia de África Occidental, la región del Chad no poseía oro. Sin embargo, era el centro de una de las rutas transaharianas más convenientes. Entre el lago Chad y Fezzan se extendía una sucesión de pozos y oasis bien espaciados, y desde Fezzan había fáciles conexiones con el norte de África y el mar Mediterráneo. Se enviaban muchos productos al norte, como natrón (carbonato sódico), algodón, nuez de cola, marfil, plumas de avestruz, perfume, cera y pieles, pero los más importantes eran los esclavos. Las importaciones incluían sal, caballos, sedas, vidrio, mosquetes y cobre.
Alooma se interesó mucho por el comercio y otros asuntos económicos. Se le atribuye la limpieza de los caminos, el diseño de mejores barcos para el lago Chad, la introducción de unidades de medida estándar para el grano y el traslado de agricultores a nuevas tierras. Además, mejoró la facilidad y seguridad del tránsito por el imperio con el objetivo de hacerlo tan seguro que "una mujer solitaria vestida de oro pudiera caminar sin tener que temer a nadie más que a Dios".

### Sucesores
La mayoría de los sucesores de Idris Alooma sólo se conocen por la escasa información proporcionada por el Diwan. Algunos de ellos destacan por haber realizado el peregrinaje a La Meca y otros por su piedad. En el siglo XVIII, Bornu sufrió varias hambrunas de larga duración.

## Declive y caída

Bornu y estados vecinos hacia 1750

Las reformas administrativas y la brillantez militar de Alooma sostuvieron el imperio hasta mediados del siglo XVII, cuando su poder comenzó a desvanecerse. A finales del siglo XVIII, el dominio de Bornu sólo se extendía hacia el oeste, a la tierra de los hausa de la moderna Nigeria. El imperio seguía gobernado por el mai, que era asesorado por sus consejeros (kokenawa) en el consejo estatal o "nokena".

### Yihad fula
Alrededor de esa época, los fulani, que invadían desde el oeste, lograron hacer grandes incursiones en Bornu. A principios del siglo XIX, Kanem-Bornu era claramente un imperio en declive, y en 1808 los guerreros fulani conquistaron Ngazargamu. Usman dan Fodio lideró el empuje del Fulani y proclamó una guerra santa (la Guerra Fulani) contra los musulmanes supuestamente irreligiosos de la zona. Su campaña acabó afectando a Kanem-Bornu e inspiró una tendencia hacia la ortodoxia islámica, pero un erudito musulmán convertido en estadista, Muhammad al-Amin al-Kanemi, se opuso al avance fulani.

### Muhammad al-Kanemi

Borno en 1810

Muhammad al-Amin al-Kanemi fue un erudito musulmán y comandante no saifawa que había formado una alianza de shuwa, kanembu y otros pueblos seminómadas. Finalmente, en 1814 construyó una capital en Kukawa (en la actual Nigeria). Los mais de Sayfawa siguieron siendo monarcas titulares hasta 1846. En ese año, el último mai, aliado con el Imperio Ouaddai, precipitó una guerra civil. Fue entonces cuando el hijo de Kanemi, Umar, se convirtió en rey, poniendo fin así a uno de los reinados dinásticos más largos de la historia internacional.

### Edad posterior a Sayfawa

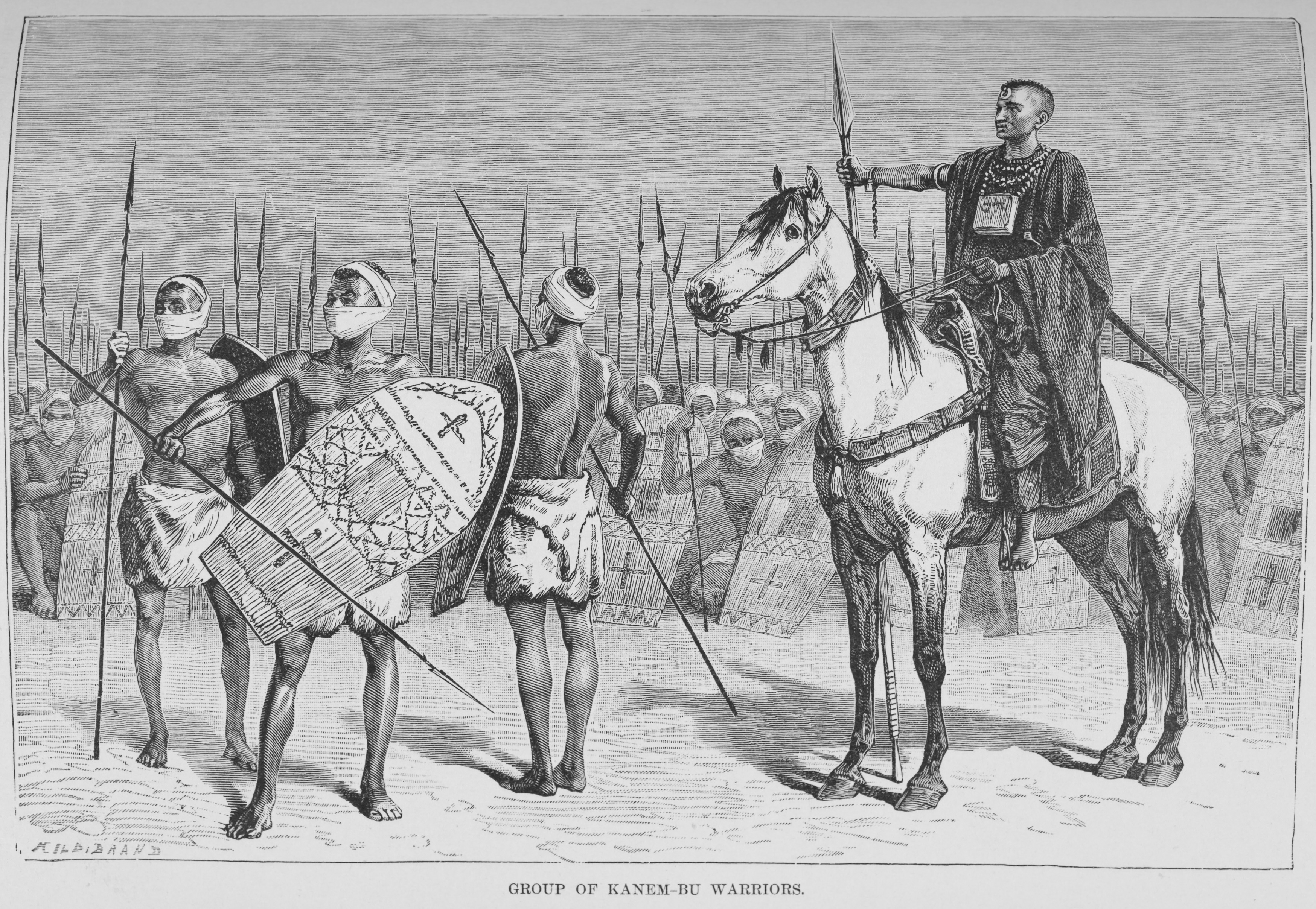
Guerreros Kanembu y su jefe a caballo en una ilustración de la obra de Heinrich Barth Viajes y descubrimientos, Vol. III, 1857

Aunque la dinastía llegó a su fin, el reino de Kanem-Bornu sobrevivió. Umar rechazó el título de mai por el más sencillo de shehu (del árabe shaykh), no pudo igualar la vitalidad de su padre y permitió gradualmente que el reino fuera gobernado por consejeros (wazirs). Bornu inició un nuevo declive como consecuencia de la desorganización administrativa, el particularismo regional y los ataques del militante Imperio Ouaddai al este. El declive continuó bajo los hijos de Umar.  En 1893, Rabih az-Zubayr dirigió un ejército invasor desde el este de Sudán y conquistó Bornu. Tras su expulsión poco después, el estado fue absorbido por la entidad gobernada por el Británico que acabó conociéndose como Nigeria. A partir de ese momento, se permitió (y aún se permite) que un remanente del antiguo reino siga existiendo sometido a los distintos gobiernos del país como Emirato de Borno.